# محمد بن اسماعیل درزی
محمد بن اسماعیل درزی یا ابن اسماعیل نشتاکین درزی واعظ و رهبر مذهبی دروزیان در مذهب شیعه اسماعیلی بود که خلیفه فاطمی، حاکم بامرالله او را مرتد دانست و دستور به کشتن او داد. دروزی به مذهب باطنی اعتقاد داشت، او نوشیدن شراب و ازدواج با محارم را جایز دانست. او همچنین به حلول و اتحاد روح و تناسخ باور داشت.

## کتابشناسی/ یادکردها
- ویلیام بوردهی (۱۳۶۴=)، تحقیقی در آیین اسماعیلیه، ترجمهٔ زهرا سعیدی، مشهد: تابناک تاریخ وارد شده در |سال= را بررسی کنید (کمک)
- محمد بن زین العابدین (۱۳۶۲=)، تاریخ جماعت اسمعیلیه:هدایت المومنین الطالبین، ترجمهٔ هما خاقان زاده، به کوشش الکساندر سیمونوف.، تهران: اساطیر تاریخ وارد شده در |سال= را بررسی کنید (کمک)
- ویکی‌پدیای انگلیسی